# Альфред Лінденбергер
Альфред Лінденбергер (нім. Alfred Lindenberger; 22 квітня 1897, Штутгарт — 30 червня 1973, Нюртінген) — німецький льотчик-ас, лейтенант Імперської армії, майор люфтваффе.

## Біографія
Учасник Першої світової війни. В 1917 році літав  як спостерігач у 234-му льотному дивізіоні і здобув 3 перемоги — першу з віцефельдфебелем Брайтенштайном, а 2 наступні — з віцефельдфебелем Куртом Єнчем. Закінчивши підготовку на пілота, в 1918 році потрапив в 2-гу винищувальну ескадрилью і до кінця війни мав на своєму рахунку вже 12 повітряних перемог.
Лінденбергер вступив у люфтваффе ще до початку Другої світової війни. У вересні та жовтні 1944 року літав на завдання з повітряного захисту Рейху, здобувши 4 перемоги.

## Нагороди
- Залізний хрест 2-го і 1-го класу
- Почесний хрест ветерана війни з мечами